# Џејмстаун (Тенеси)
Џејмстаун (енгл. Jamestown) град је у америчкој савезној држави Тенеси.

## Демографија
По попису из 2010. године број становника је 1.959, што је 120 (6,5%) становника више него 2000. године.
| Група             | 2000.         | 2010.         |
| Белци             | 1.794 (97,6%) | 1.867 (95,3%) |
| Афроамериканци    | 13 (0,7%)     | 2 (0,1%)      |
| Азијати           | 1 (0,1%)      | 0 (0,0%)      |
| Хиспаноамериканци | 18 (1,0%)     | 53 (2,7%)     |
| Укупно            | 1.839         | 1.959         |